# エイノ・レイノ (レスリング選手)
エイノ・レイノ（Eino Aukusti Leino、1891年4月7日 - 1986年11月30日）は、フィンランドの男子フリースタイルのレスリング選手である。1920年、1924年、1928年、1932年の4回のオリンピックに出場し、1924年のパリオリンピックでは金メダルを獲得した。
フィンランドの北サヴォ県のクオピオで生まれた。レスリングを始める前は、ダイバーやサッカーのゴールキーパーとして競技した。1914年にアメリカ合衆国に移民として移住したので、1930年代にフィンランドに戻るまで、フィンランドの国内大会、ヨーロッパ選手権、世界選手権には出場していない。アメリカ合衆国のアマチュア運動連合(AAU)の選手権に1920年と1923年に優勝し、1936年には2位となった。本職は大工で、1949年から1952年はフィンランドでスポーツ活動をした。